# Groupement des écrivains médecins
Pour les articles homonymes, voir GEM.
Le Groupement des écrivains-médecins (GEM) est une association à but non lucratif (loi de 1901) créée en 1949 par les docteurs Maurice Bedel, Octave Béliard, Maurice Delort, Motal Fainsilber, Ludovic O'Followell (en), Lucien Diamant-Berger, Pierre Osenat et André Soubiran.
Le président du GEM est, depuis octobre 2008, Roland Noël.

## Objet
Le GEM décerne annuellement le prix Littré (roman ou essai), le prix Clément Marot (poésie) et le prix Fernand Méry (ouvrage sur le monde animal) en collaboration avec l’Académie vétérinaire de France (AVF).
Il décerne également des prix pour des nouvelles : le prix de l’Aventure médicale vécue et le prix de la nouvelle du GEM (nouvelle à thème général).